# 傑米揚斯克
57°38′41″N 32°27′53″E / 57.64472°N 32.46472°E

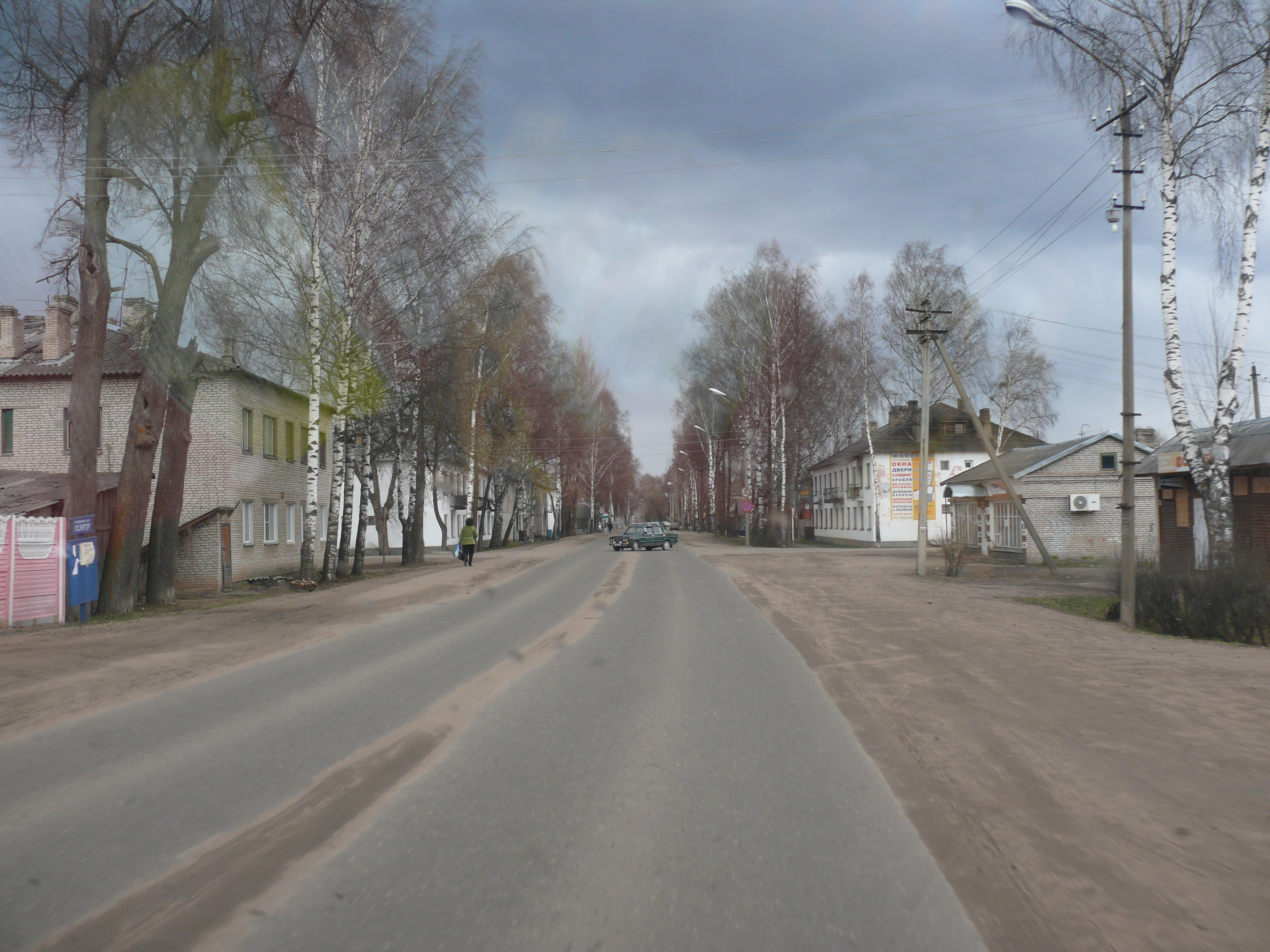

傑米揚斯克（俄语：Демя́нск）是俄罗斯的市级镇，位在俄國諾夫哥羅德州南部，是傑米揚斯克區的行政中心。位於亚翁河（Явонь）的河畔。2002年人口5,825人。
傑米揚斯克最早紀錄在1406年的編年史。此地也是1942年第二次世界大戰傑米揚斯克包圍戰的所在地。